# Dom pod Murzynkiem w Gdańsku
Dom pod Murzynkiem – barokowy dom w Śródmieściu Gdańska.

## Historia

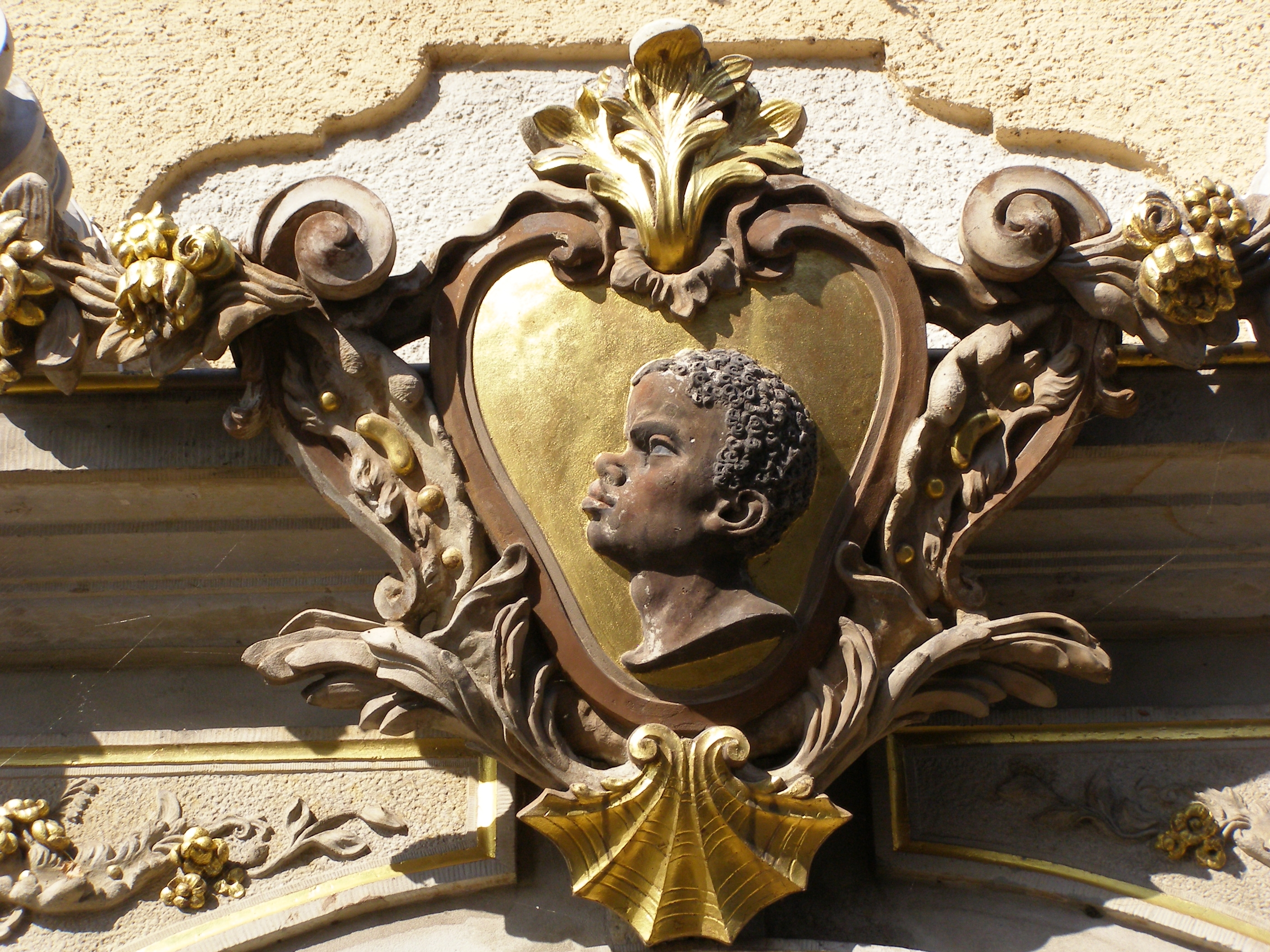
Murzynek, detal budynku

Budynek powstał w latach 1728-1735. Autorem oraz pierwszym właścicielem był Krzysztof Strzycki, gdański kamieniarz nazywany przez jednego z przedstawicieli kamieniarskiego cechu  z racji niskiego pochodzenia (jego ojciec był ogrodnikiem w Dzierzgoniu) lichym Murzynem. Inna wersja podaje, że Krzysztof Strzycki był synem Dawida, właściciela gospodarstwa ogrodniczego w Dzierzgoniu. Cała rodzina przeniosła się do Gdańska w 1700 roku. Przydomek lichy Murzyn był raczej związany  z brakiem tradycji zawodu kamieniarza w rodzinie  Krzysztofa Strzyckiego, który swą pozycję i majątek zawdzięczał tylko własnej pracy. Z czasem był coraz bardziej doceniany, zaczął zatrudniać uczniów i został starszym cechu. Na portalu domu umieścił umyślnie herb z wizerunkiem Murzyna, od którego pochodzi nazwa obiektu.
Budynek uległ zniszczeniu podczas II wojny światowej. W latach 1965–1973 dom odbudowano, a w 1967 wpisano do rejestru zabytków. Po wojnie w budynku mieścił się Oddział Funduszu Wczasów Pracowniczych. Współcześnie (od 2001) funkcjonuje w nim Hotel Podewils.